# Baltimore

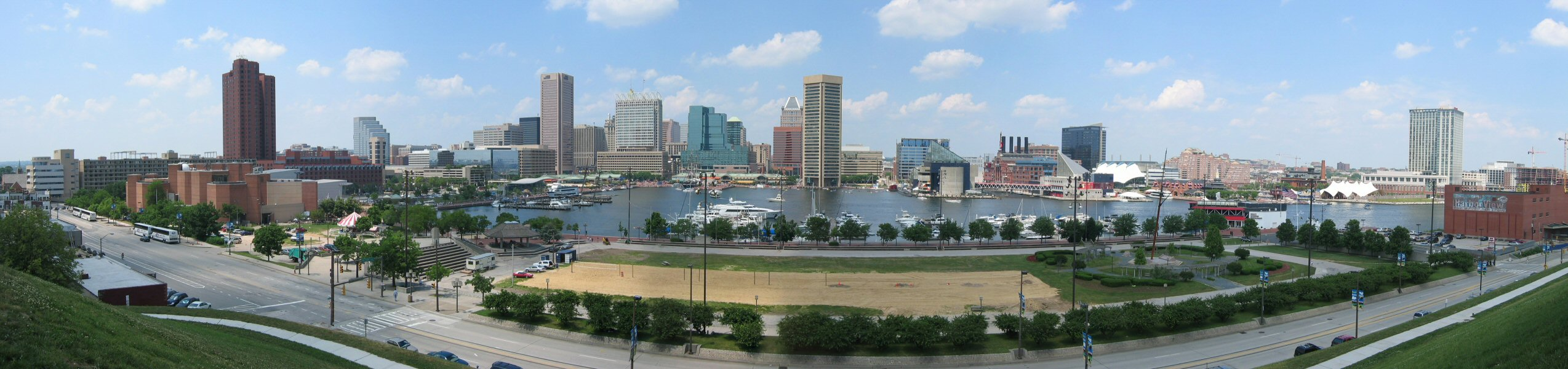
Cảng Baltimore ban ngày

Vị trí của Baltimore, Maryland

Baltimore  là một thành phố độc lập thuộc tiểu bang Maryland, bờ biển phía Đông Hoa Kỳ. Năm 2018, dân số của Baltimore là 602.495. Dân số vùng đô thị Baltimore là 2,6 triệu (năm 2005). Baltimore là thành phố lớn nhất tiểu bang Maryland và là trung tâm công nghiệp và văn hóa lớn của tiểu bang này.